# Fly Lili
Fly Lili (SC Fly Lili S.r.l. /FLY LILI GmbH) ist eine rumänische Fluggesellschaft mit Sitz in Bukarest und Basis auf dem Flughafen Hermannstadt. Das Unternehmen wurde im Jahr 2020 vom Geschäftsmann Jürgen Faff gegründet. Geschäftsführer ist Nicu-Gabriel Cârjea.

## Geschichte
Im April 2023 nahm das Unternehmen seine ersten regelmäßigen Charterflüge zwischen Bukarest-Băneasa und Antalya auf.
Außerdem kündigte das Unternehmen an, ab Juni 2024 Linienflüge von Brașov und Sibiu zu verschiedenen europäischen Zielen wie Barcelona und Rom aufzunehmen. Im Juli 2024 stellte Fly Lili jedoch ihre Flüge nach München und Stuttgart nach nur wenigen Tagen wieder ein.
Ab 9. Januar 2025 stellte die Fluggesellschaft alle Strecken ab der Basis in Brasov ein. Betroffen davon waren auch die deutschen Linienflüge nach Nürnberg, München und Stuttgart.

## Flugziele
Fly Lili bietet sowohl Linienflüge, Charterflüge, ACMI & CMI Leasing als auch Frachtverkehr an.
Im Linienverkehr wurden in Deutschland bisher Stuttgart, München und Nürnberg bedient.

## Flotte
Mit Stand vom April 2025 besteht die Flotte von Fly Lili aus drei Flugzeugen mit einem Alter von 18,9 Jahren.
| Flugzeugtyp     | Anzahl | bestellt | Anmerkungen | Sitzplätze | Durchschnittsalter |
| --------------- | ------ | -------- | ----------- | ---------- | ------------------ |
| Airbus A319-100 | 1      | 3        |             | 150        | 16,5 Jahre         |
| Airbus A320-200 | 2      |          |             | 180        | 20,2 Jahre         |
| Gesamt          | 3      | 3        |             |            | 18,9 Jahre         |